# Refik Muftić
Refik Muftić (* 28. August 1939 in Foča; † 21. April 2019 in Sarajevo) war ein jugoslawischer bzw. bosnischer Fußballtorhüter.

## Leben
Der aus Sarajevo stammende Muftić spielte als Torhüter beim örtlichen FK Sarajevo, mit dem er 1967 jugoslawischer Meister wurde. 1973 wechselte er nach Österreich zu Radenthein/Villach. Zur Saison 1974/75 schloss er sich dem SK Sturm Graz an. Er bestritt 55 Ligaspiele für Graz, des Weiteren kam er für die Mannschaft im UEFA-Pokal sowie im Europapokal der Pokalsieger zum Einsatz. Muftić wurde in Graz der Liebling der Anhängerschaft. 1977 verließ er den Verein.
Von 1994 bis 2002 war Muftić bei Sturm Graz unter Cheftrainer Ivica Osim Torwarttrainer, trug in diesem Amt zum Gewinn von zwei Meistertiteln, drei Pokalsiegen, drei Supercupsiegen und zum dreimaligen Einzug in die Champions League bei. Muftić zog sich 2002 als Torwarttrainer zurück, lebte mit seiner Ehefrau bei der gemeinsamen Tochter in den Vereinigten Staaten und später bei der zweiten Tochter im italienischen Triest. Die dritte Tochter war im Alter von zwölf Jahren im Bosnienkrieg ums Leben gekommen.
Muftić war der Schwiegervater des Basketballspielers Teoman Alibegović. Seine Enkel Luka Garza, Amar Alibegović, Mirza Alibegović und Denis Alibegović wurden ebenfalls Basketballspieler.
Muftić machte sich vor seinem Wechsel nach Österreich durch einen falschen Reisepass um vier Jahre jünger. Dadurch wird fälschlich auch 1943 als Geburtsjahr genannt.